# Phaulomyces dibelonetis
Phaulomyces dibelonetis är en svampart som först beskrevs av Roland Thaxter, och fick sitt nu gällande namn av I.I. Tav. 1985. Phaulomyces dibelonetis ingår i släktet Phaulomyces och familjen Laboulbeniaceae.   Inga underarter finns listade i Catalogue of Life.